# Cortos de Sacedón
Cortos de Sacedón es una entidad de población española del municipio de Monterrubio de la Sierra, perteneciente a la provincia de Salamanca, en la comunidad autónoma de Castilla y León.

## Toponimia
El lugar puede aparecer referido como «Cortos de Sacedón» y «Cortos de Salcedón».

## Historia
Hacia mediados del siglo XIX, el lugar, una alquería ya por entonces perteneciente a Monterrubio, tenía contabilizada una población de tres habitantes. Aparece descrito en el séptimo volumen del Diccionario geográfico-estadístico-histórico de España y sus posesiones de Ultramar de Pascual Madoz con las siguientes palabras:

CORTOS DE SALCEDON: alq. agregada al ayunt. y parr. de Monterrubio (1/2 leg.), en la prov. y dióc. de Salamanca (2 1/2), part. jud. de Alba de Tormes (2 3/4), aud. terr. y c. g. de Valladolid (23 1/2). sit. en una llanura dominada de un alto cerro llamado el Sierro, con clima sano, y las enfermedades mas frecuentes las calenturas pútridas. Su térm. confina al N. con Segovia (1/2 leg.); E. con la Matilla (1/2); S. con Sayaguente (3/4), y N. con Monterrubio (1/2); por el atraviesa un regato que nace en Monterrubio, riega á Salcedon, pasando despues á Sanchituerto, tiene un monte hácia el E. y S. poblado de encina y produce bellotas. Solo hay sendas para las alquerias. terreno: bueno para pastos. La correspondencia se busca en Alba de Tormes. prod.: escelentes pastos, y en tres cerrados ó cortinas, se cria buen trigo y patatas; tambien hay ganado vacuno y caza de perdices, conejos y liebres. Tiene 2 casas, 1 vec. y 3 alm.
(Madoz, 1847, pp. 40-41)

En 2023, la entidad singular de población tenía empadronados cuatro habitantes.